# San José del Rincón, Chihuahua
San José del Rincón är en ort i Mexiko.   Den ligger i kommunen Guadalupe y Calvo och delstaten Chihuahua, i den nordvästra delen av landet, 1 100 km nordväst om huvudstaden Mexico City. San José del Rincón ligger 1 131 meter över havet och antalet invånare är 159.
Terrängen runt San José del Rincón är bergig västerut, men österut är den kuperad. San José del Rincón ligger nere i en dal. Runt San José del Rincón är det mycket glesbefolkat, med 6 invånare per kvadratkilometer. Närmaste större samhälle är Guadalupe y Calvo, 16,5 km öster om San José del Rincón. I omgivningarna runt San José del Rincón växer i huvudsak blandskog.